# Cornopteris banajaoensis
Cornopteris banajaoensis là một loài thực vật có mạch trong họ Woodsiaceae. Loài này được (C. Chr.) K. Iwats. & M.G. Price miêu tả khoa học đầu tiên năm 1977.